# Praia do Lagarto
A Praia do Lagarto é uma praia do Arquipélago de São Tomé e Príncipe, localiza-se a Este da ilha de São Tomé entre a Baía de Ana Chaves e da Praia da Nazaré.